# ARM Cortex-A720
Az ARM Cortex-A720 egy CPU-mag modell az Arm tervezőcégtől, amit a TCS23 (Total Compute Solutions) termékcsomagban mutattak be 2023 májusában. Az ARM Cortex-A715 CPU-mag utódja. A Cortex-A700-as sorozatú CPU-magok főleg a nagy teljesítményre és hatékonyságra összpontosítanak, így ez a mag is egy alacsony fogyasztású, nagy teljesítményű, szintetizálható ARM mikroarchitektúra, amelyet a mobilpiacon történő alkalmazásra terveztek. A processzormag párosítható más magokkal a családon belül, például az ARM Cortex-X4 és/vagy ARM Cortex-A520 magokkal. Használható mind „big”, mind „LITTLE” mag szerepében.
A Cortex-A720 már egy sorrenden kívüli végrehajtású (out-of-order, OoO) processzormag.

## Architekturális változások azARM Cortex-A715-höz képest
- 15%-os csúcsteljesítmény-javulás a Cortex-A715 processzorhoz képest
- a Cortex-A78 méretével megegyező méretre csökkenthető, 10%-os teljesítményjavulással
- az L2 gyorsítótár találati késleltetésének csökkentése 9 ciklusra (10 ciklusról)
- a téves előrejelzéskor fellépő késleltetés csökkentése 11 ciklusra (12 ciklusról)[4]
- kétszeres L2 sávszélesség
- területoptimalizáló konfiguráció területköltség nélkül az A78-cal szemben
- DSU-120[8]
  - max. 14 mag (12 magról)
  - max. 32 MiB megosztott L3 gyorsítótár (a korábbi 16 MiB-ról)
- frissítés ARMv9.2 architektúrára

## Architekturális összehasonlítás
| mikroarchitektúra                            | Cortex-A78           | Cortex-A710          | Cortex-A715     | Cortex-A720     |
| -------------------------------------------- | -------------------- | -------------------- | --------------- | --------------- |
| max. órajelfrekvencia                        | ~3,0 GHz             | ~3,0 GHz             | ~3,0 GHz        | ~3,0 GHz        |
| dekódolási szélesség                         | 4                    | 4                    | 5               | 5               |
| kiküldés                                     | ciklusonként 6       | ciklusonként 5       | ciklusonként 5  | ?               |
| végrehajtás alatt álló utasítások max. száma | 160                  | ?                    | 192+            | ?               |
| L0 (MOP bejegyzés)                           | 1536                 | 1536                 | 0               | 0               |
| L1-utasítás + L1-adat                        | 32/64+32/64 KiB      | 32/64+32/64 KiB      | 32/64+32/64 KiB | 32/64+32/64 KiB |
| L2                                           | 128–512 KiB          | 128–512 KiB          | 128–512 KiB     | 128–512 KiB     |
| L3                                           | 0–8 MiB              | 0–16 MiB             | 0–16 MiB        | 0-32 MiB        |
| AArch                                        | 32 bites és 64 bites | 32 bites és 64 bites | 64 bites        | 64 bites        |
| architektúra                                 | ARMv8.2-A            | ARMv9.0-A            | ARMv9.0-A       | ARMv9.2-A       |

## Fordítás
Ez a szócikk részben vagy egészben  az   ARM Cortex-A720 című angol Wikipédia-szócikk ezen változatának fordításán alapul.  Az eredeti cikk szerkesztőit annak laptörténete sorolja fel. Ez a jelzés csupán a megfogalmazás eredetét és a szerzői jogokat jelzi, nem szolgál a cikkben szereplő információk forrásmegjelöléseként.